# Гибсон, Норвуд
Норвуд Ринголд Гибсон (англ. Norwood Ringold Gibson, 11 марта 1877, Пеория, Иллинойс — 7 июля 1959, там же) — американский бейсболист, питчер, выступавший в Главной лиге бейсбола в составе «Бостон Американс». Победитель Мировой серии 1903 года.

## Биография
Норвуд Гибсон родился 11 марта 1877 года в Пеории в штате Иллинойс. Его отец Натаниел работал топографом и занимался строительством, мать Джозефина занималась домашним хозяйством. Норвуд был третьим из их пятерых детей. Восемь лет он учился в школе Грили, затем три года провёл в подготовительной школе университета Нотр-Дам. После её окончания Гибсон поступил в университет, изучал фармацевтическую химию. Во время учёбы он начал играть питчером в студенческой команде, был одним из её тренеров.
В 1900 году Гибсон окончил университет и начал профессиональную карьеру в бейсболе. Первой его командой стали «Цинциннати Редс». По сообщениям журнала Sporting News Норвуд сыграл за неё в одном выставочном матче, а в августе был отчислен. В том же сезоне он провёл один матч за «Индианаполис Хузиерс» и, с 19 августа по 17 сентября, играл в составе «Канзас-Сити Блюз». В этой же команде Гибсон провёл два следующих чемпионата. В октябре 1902 года он заключил однолетний контракт с «Бостон Американс» с зарплатой 3 000 долларов за сезон.
В Главной лиге бейсбола Норвуд дебютировал 29 апреля 1903 года в матче с «Вашингтон Сенаторз». Игра сложилась неудачно: бостонцы проиграли 5:9, а Гибсон допустил девять уоков. Всего же в регулярном чемпионате он одержал тринадцать побед при девяти поражениях с пропускаемостью 3,19. Средний показатель ERA «Американс» составлял 2,57 и Гибсон был худшим из пятёрки питчеров команды, не считая проведшего только один матч Ника Альтрока. «Бостон» выиграл чемпионат Американской лиги и вышел в первую в истории Мировую серию. В победном финале сезона главный тренер команды Джимми Коллинз задействовал лишь трёх питчеров и Норвуд в них участия не принимал.
Состав команды после успеха практически не изменился и в 1904 году «Американс» снова заняли первое место в лиге. Гибсон закончил чемпионат с семнадцатью победами и четырнадцатью поражениями. По показателю пропускаемости он стал четвёртым в команде, уступая Саю Янгу, Биллу Диннину и новичку Джесси Таннехиллу. В декабре 1904 года Норвуд подписал новый двухлетний контракт с командой, заявив, что не намерен играть в бейсбол слишком долго. Возможной причиной такого решения была дискуссия о запрете спитбола, сложной для отбивающих подачи, которая входила в его арсенал. Кроме того, в отличие от многих бейсболистов, у Гибсона было хорошее образование.
В 1905 году он играл меньше. Если годом ранее Гибсон сыграл 29 полных матчей, то теперь всего девять. В два раза сократилось количество проведённых им на поле иннингов, выросла пропускаемость. Главной причиной этого стали проблемы с рукой, вызванные перенапряжением мышц. Норвуд не последовал рекомендациям врача и доиграл сезон до конца. «Бостон» занял четвёртое место в лиге. Межсезонье Гибсон тоже провёл в Бостоне, дополнительно занявшись изучением химии.
Последним годом в Американс для Гибсона стал 1906. В межсезонье он старался не нагружать руку, но в стартовом составе сыграл только в двух матчах, проиграв оба. В конце мая клуб отчислил его. После этого Норвуд присоединился к независимой команде из Гаррисберга, но сведений о его выступлениях там не сохранилось.
Дальнейшая его жизнь была связана с химией. Норвуд занимал профессорскую должность в колледже Уобаш в Индиане. Через десять лет после завершения бейсбольной карьеры он устроился химиком в компании Curtiss Candy, занимавшейся производством сладостей. Позднее Гибсон работал клерком в одном из отелей Пеории. Умер он в родном городе 7 июля 1959 года.